# 赫氏奇麗魚
赫氏奇麗魚，為輻鰭魚綱鱸形目隆頭魚亞目慈鯛科的其中一種，分布於非洲坦干伊喀湖流域，體長可達30公分，棲息在底中層水域，以魚鱗為食，生活習性不明，可做為觀賞魚。